# Datian
För andra betydelser, se Datian (olika betydelser).
Datian är ett härad som ingår i staden Sanming på prefekturnivå i provinsen Fujian i sydöstra Kina. Det ligger omkring 150 kilometer väster om provinshuvudstaden Fuzhou.

## Administrativ indelning
Datian är indelat i tolv köpingar, sex socknar och en administrativ enhet på sockennivå.
Köpingar (zhen):

- Guangping (广平镇)
- Huaxing (华兴镇)
- Jianshe (建设镇)
- Junxi (均溪镇)
- Meishan (梅山镇)
- Qitao (奇韬镇)
- Shangjing (上京镇)
- Shipai (石牌镇)
- Taihua (太华镇)
- Taoyuan (桃源镇)
- Wenjiang (文江镇)
- Wushan (吴山镇)

Socknar (xiang):

- Humei (湖美乡)
- Jiyang (济阳乡)
- Pingshan (屏山乡)
- Qianping (前坪乡)
- Wuling (武陵乡)
- Xieyang (谢洋乡)

Område på sockennivå:
- Dongfeng Nongchang Shenghuo Qu jordbruk (东风农场生活区)